# Oddur Gottskálksson

Titelblatt des Neuen Testaments Oddurs, Roskilde 1540

Oddur Gottskálksson (* 1495/1496; † 1556 in Kjós) war der Sohn des katholischen Bischofs Gottskálk Nikulásson (norwegisch: Nielsson) in Hólar (Amtszeit 1496–1520) und der Guðrún Eiríksdóttir, der Enkelin des reichen Loftur Guttormsson in Möðruvellir. Gottskálk entstammte einer vornehmen norwegischen Familie, sein Bruder war Ólafur Rögnvaldsson, Lögmaður (Gesetzessprecher) in Bergen.

## Leben
Mit 6 Jahren kam Oddur nach Bergen und verbrachte seine Jugend bei seinem Onkel Ólafur. Zwischen 1518 und 1528 war Geble Pederssøn, ein hochgelehrter Humanist und späterer Superintendent in Bergen, Rektor der dortigen Domschule. Oddur hielt sich während der Studienzeit auch in Dänemark und Deutschland auf. Er beherrschte neben Isländisch auch Latein, Dänisch und Deutsch. Während dieser Auslandsaufenthalte wurde Oddur überzeugter Lutheraner, was er aber für sich behielt.
Nach seiner Rückkehr wurde er Sekretär bei Bischof Ögmundur Pálsson in Skálholt (Amtszeit 1521–1541). In dieser Zeit arbeitete Oddur an der Übersetzung des Neuen Testaments in das Isländische. Dabei zog er auch ausländische Übersetzungen, insbesondere die von Martin Luther heran. Der Überlieferung nach handelte es sich um das Matthäus-Evangelium. 1538 verließ Oddur Skálholt. Wahrscheinlich fuhr er zu seinen reichen Verwandten nach Norwegen. 1539 stellte er die Übersetzung des gesamten Neuen Testamentes fertig. Die Sprachqualität des in Norwegen abgefassten Teils ist wesentlich schlechter als der in Island verfertigte Teil. In Island gab es einen Kreis humanistisch gebildeter Männer, mit denen er über die Übersetzung diskutieren konnte, zum Beispiel Gissur Einarsson, der spätere Superintendent und Bischof in Skálholt, in Norwegen aber nicht. Die Lektoren der Kopenhagener Universität billigten die Übersetzung, wobei alles dafür spricht, dass niemand außer seinem zu dieser Zeit dort anwesenden Freund Gissur Einarsson das Norrøn hinreichend beherrschte, um das beurteilen zu können. König Christian III. befahl 1539 den Druck "... ath then almechtigste gudz loff ocj ære maa formeres. och then menighe mand. som bygge och boo paa wort land islandt. och icke fuldkommeligen kunde forstaa andre tungemall mue bedre bliffue underwist vdi heilige Schrifft." (... dass des allmächtigen Gottes Lob und Ehre vermehrt werden, und der gemeine Mann, der auf unserem Land Island baut und wohnt und der fremde Sprachen nicht vollkommen versteht, muss in der Heiligen Schrift besser unterwiesen werden) (Lit.: Diplomatarium Islandicum X Nr. 212 (fälschlich als 312 bezeichnet)). Am Ende forderte er zum Kauf des Buches auf und befahl seine Verwendung im Gottesdienst.
Dieses Buch war das erste isländische Buch, das gedruckt wurde. Der Druck fand 1540 in Roskilde statt, der der zweiten Auflage 1546 in Rostock.
Oddur übersetzte auch die ersten beiden Bände und den vierten Band einer Anleitung für lutherische Pfarrer von Antonius Corvinus, die sogenannte Corvinus-Postille und ließ die ersten beiden Bände 1546 in Rostock drucken. Für den Druck des vierten Bandes mit Musterpredigten für die Passionszeit fehlte wohl das Geld. Er wurde von dem Superintendenten Ólafur Hjaltason in Hólar um 1559 herausgegeben.
Ein ähnliches Schicksal hatte die von ihm angefertigte Übersetzung des Buches Die Geschichte über Christi Leidensweg von Bugenhagen, die erst 1558 von Gisli Jónsson herausgegeben wurde. Des Weiteren übersetzte er den Katechismus von Andreas Osiander, Teile des Psalters und andere Texte des Alten Testamentes.
Wegen eines Sprachfehlers ließ er sich nicht zum Pfarrer ordinieren. Doch sein Freund und Bischof Gissur Einarsson unterstützte ihn, indem er ihm den zum Bistum Skálholt gehörenden Hof Reykir in Ölvus zur Verfügung stellte. Später erhielt er das Benefizium Reykholt und das Kloster in Reynistaður. Er wurde Sýslumaður im Borgarfjörður und in den 1550er Jahren Lögmaður im Norden und Westen des Landes.
1556 ertrank er unter merkwürdigen Umständen in der Laxá in Kjós. Die Biskupa annálar berichten darüber: "Der Fluss war nicht zu überqueren, und seine Begleiter sagten ihm, der Fluss sei mit dem Pferd nicht zu durchreiten; er aber wollte dies nicht hören und ritt selbst gegen ihren Willen vor. Als er ziemlich weit in den Fluss geritten war, wurde es sehr tief. Er wollte zurückkehren, geriet aber auf Treibsand. Daraufhin stürzte das Pferd, und er fiel aus dem Sattel in den Fluss und trieb auf eine Sandbank. Er blieb so lange im Wasser, dass er ertrank. Zwei Bücher, die er in der Brusttasche hatte, waren trocken: Das Gesangbuch und das Rechnungsbuch." (Lit.: Biskupa annálar S. 78).